# 181
| 181                |
| ------------------ |
| Dødsfald - Fødsler |
|                    |

| Gregoriansk kalender | 181 CLXXXI              |
| Ab urbe condita      | 934                     |
| Armensk kalender     | I/T                     |
| Kinesiske kalender   | 2877 – 2878 庚申 – 辛酉 |
| Etiopisk kalender    | 173 – 174               |
| Jødisk kalender      | 3941 – 3942             |
| Hindukalendere       |                         |
| - Vikram Samvat      | 236 – 237               |
| - Shaka Samvat       | 103 – 104               |
| - Kali Yuga          | 3282 – 3283             |
| Iransk kalender      | 441 BP – 440 BP         |
| Islamisk kalender    | 455 BH – 454 BH         |

Se også 181 (tal)